# Мавзолей Шейха Ходжи Хисрава
Мавзолей Шейха Ходжи Хисрава (узб. Shayx Xoʻja Xisrav maqbarasi) — памятник архитектуры, построенный в Кармане (Навоийская область, Узбекистан).
В настоящее время входит в список материального культурного наследия Узбекистана республиканского значения.

## История
Мавзолей Шейха Ходжи Хисрава предположительно был построен в XIV веке на могиле известного ученого, единомышленника Бахауддин Накшбанд, Ходжи Хисрава. Сведения о его биографии приводятся в книге Бакира Мухаммада ибн Али «Бахауддини балогардон». Приехав жить в Карману, шейх Ходжа Хисрав до конца жизни оставался сторонником учения Накшбандия, за что и заслужил почтение местных жителей, которые со временем увековечили его память.
В 2008 году мавзолей отреставрирован, в течение полугода работали мастера из разных регионов Узбекистана. Сейчас он представлен в виде дома с порталом, покрашенным в нежную бежевую краску. На тимпане и в арках по бокам устроены цветочные и растительные узоры внутри геометрических фигур. Верх портала облагорожен надписью арабской вязи. За порталом находится помещение — цилиндр, увенчанный голубым куполом. Внутри усыпальница находиться надгробие из изрезанного в геометрических фигурах мраморного камня. Купол усыпальницы поддерживается карнизом из сталактитов со стрельчатыми арками в парусах. Декоративного орнамента внутри здания нет, в центре на возвышении находится символическое мраморное надгробие с надписями арабским письмом. Мавзолей граничит с одной стороны глубоким каналом, а с другой стороны частными домами. Территория мавзолея окружена красивым металлическим ограждением.
В XX веке мавзолей Ходжи Хисрава был уничтожен. Однако сохранилось его надгробие, над которым и был восстановлен мавзолей уже из современных материалов, с современными инженерными технологиями.